# Jurista

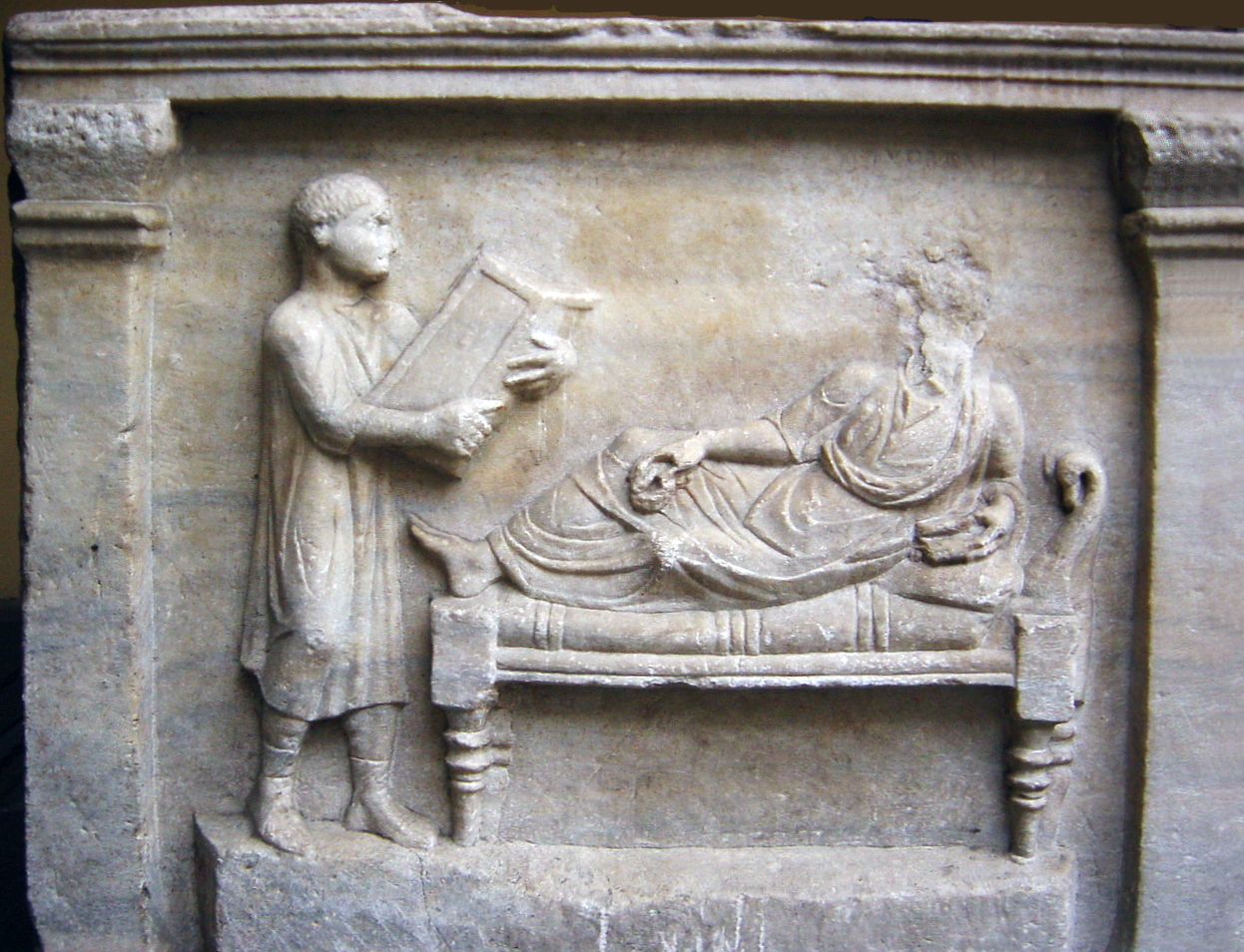
Detalle del sarcófago del jurista romano Valerio Petroniano (315-320)

Un jurista (del latín iurista; con la raíz ius, que significa «derecho») o jurisconsulto (latín: iurisconsultus) es una persona que se dedica al derecho de forma profesional, bien como abogado o bien en cualquier otra profesión que tenga alguna relación con el desarrollo o la aplicación del ordenamiento jurídico, como juez, funcionario, profesor universitario o investigador.

## Origen
El origen de este término se atribuye al derecho romano, que hacia el siglo IV a. C., al hacer públicas las normas, surge la necesidad de interpretarlas. Estos intérpretes fueron designados como jurisprudenciales o jurisconsultos. Su función era estudiar la ley y atender consultas públicas, resolviendo los casos que se les presentaban. Sus interpretaciones dieron lugar a la jurisprudencia.

## Uso del término

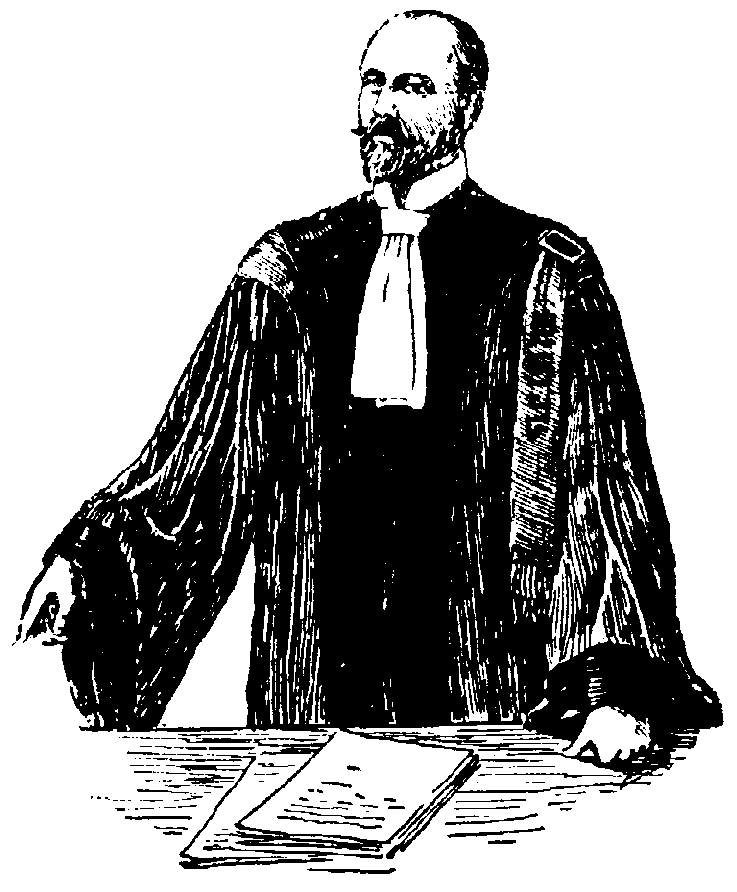
Ilustración de un jurista francés con su indumentaria, de la edición de 1904 de la encilopedia sueca Nordisk familjebok.

Muchos autores y estudiosos del derecho han explicado que una persona puede ser a la vez un abogado y jurista, pero un jurista no es necesariamente un abogado, ni un abogado necesariamente un jurista. El jurista posee un amplio conocimiento de la ley. El trabajo del jurista es el estudio, el análisis y la disposición de la ley. En cambio, el trabajo del abogado es la defensa jurídica y la asistencia judicial de las personas particulares. El filósofo y político español Roque Barcia señaló al respecto lo siguiente:

«El abogado debe ser probo, diligente, entusiasta; el letrado, estudioso; el jurisconsulto, prudente; el jurista, erudito. Hay muchos abogados; no hay tantos letrados; hay muy pocos jurisconsultos; es muy raro encontrar un jurista»

En Latinoamérica solo se utiliza el término para hacer referencia a los expertos del derecho, en cualquiera de sus ramas, que han logrado alcanzar un alto nivel de desarrollo teórico. El término consiste entonces más bien en una distinción, en un reconocimiento y, en cuanto tal, nadie se llama a sí mismo jurista sino que la comunidad jurídica en su conjunto reconoce a ese alguien como "jurista".
En el Reino Unido, Australia, Nueva Zelanda, Sudáfrica, y en muchos otros países de la Commonwealth, la palabra jurista se utiliza a veces para referirse a un abogado ilustre, mientras que en los Estados Unidos y Canadá a menudo se utiliza para referirse a un juez. Así, un jurista, es alguien que estudia, analiza y comenta la ley, que contrasta con un abogado, alguien que asesora y defiende jurídicamente a un cliente y piensa la ley en términos prácticos.

## Actividades

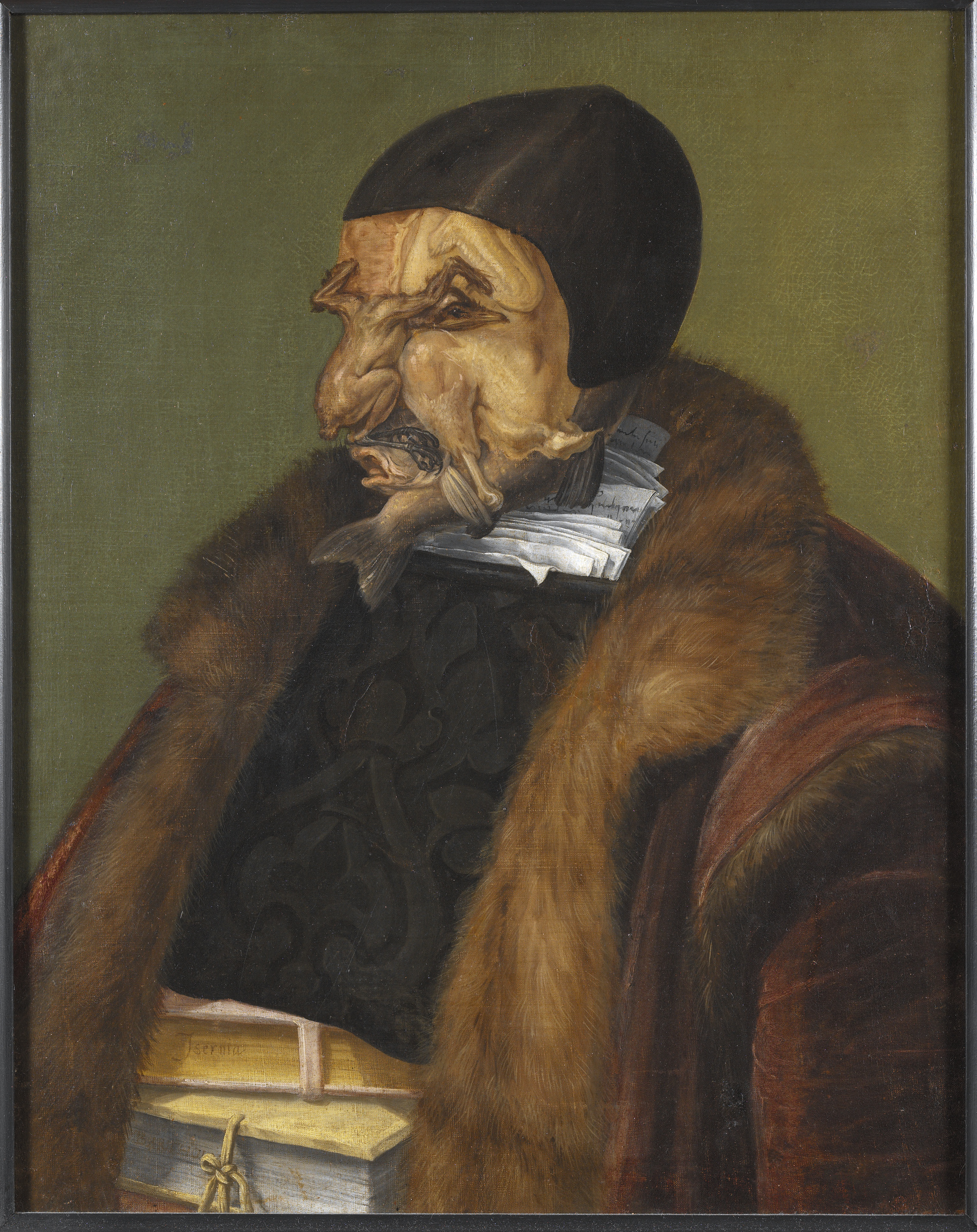
El jurista, pintura de Giuseppe Arcimboldo. En el Nationalmuseum (Estocolmo).

Al estudiar e interpretar los principios y normas que forman la base del derecho, el jurista identifica el significado adecuado para regular las relaciones concretas entre los diversos agentes que se mueven en la sociedad. El campo de investigación es por tanto particularmente amplio, y lo es aún más a raíz del crecimiento de la complejidad del sistema económico-social inducido por el desarrollo económico-financiero y la internacionalización de los intercambios.
Esto parece producir la superación de la figura del jurista genérico, en nombre de una especialización cada vez mayor que concierne sobre todo a la figura del abogado y de los profesores universitarios de materias jurídicas.

### Investigación y redacción de documentos judiciales
Los abogados a menudo informan al tribunal por escrito sobre las cuestiones de un caso antes de que puedan discutirse oralmente. Es posible que necesiten investigar en profundidad los hechos relevantes. También redactan documentos legales y preparan presentaciones orales.
En distintas jurisdicciones de derecho consuetudinario, la división habitual de funciones es que el abogado conozca los hechos del caso directamente del cliente y luego informe al procurador, generalmente por escrito. El abogado será entonces responsable de investigar y recopilar el material necesario para el juicio, el cual será presentado y notificado por el abogado, y de argumentar oralmente el caso.

### Autorización de documentos
Los documentos son certificados por un abogado para evitar fraudes y asegurar una correcta ejecución. Un testigo imparcial (abogado) identifica a los firmantes para eliminar a los impostores y garantizar que hayan firmado los acuerdos de forma consciente y voluntaria. Los documentos de préstamo, incluidas escrituras, declaraciones juradas, contratos y poderes notariales, son documentos muy comunes que requieren certificación.

### Argumentos orales ante los tribunales
El juicio de un cliente ante un juez o jurado en el Tribunal de Causas Comunes es la prerrogativa tradicional de los abogados y procuradores en algunas jurisdicciones de derecho civil. Sin embargo, la frontera entre abogados y procuradores ha cambiado. En algunos países los litigantes pueden argumentar solos o por su propia cuenta. Los litigantes generalmente no están representados en algunos tribunales, como los tribunales de reclamos menores; Muchos de estos tribunales no permiten que los abogados comparezcan en nombre de sus clientes en un esfuerzo por ahorrar dinero a los litigantes de reclamos menores.

## Alemania
En Alemania, los estudios universitarios tradicionales de Derecho se completan con el Primer Examen de Derecho. Además, existen reglamentos de exámenes universitarios que conceden títulos académicos (por ejemplo, Magister iuris, Diplom-Jurist) tras la finalización de los estudios jurídicos estándar y la superación del Primer Examen de Derecho. Los abogados con cualificación para ejercer funciones judiciales se denominan "Volljuristen". Se adquiere aprobando el Segundo Examen de Derecho que se realiza después del Rechtsreferendariat. La cualificación para ser juez es un requisito previo para ser juez, fiscal y abogado. También proporciona la cualificación de la carrera para la carrera del servicio administrativo superior no técnico. Jurista no es un título de trabajo protegido en Alemania.

### Formación jurídica
La formación jurídica clásica consta de dos etapas: estudios de Derecho en una universidad y una formación práctica de dos años en diversos campos de actividad jurídica (Rechtsreferendariat o Vorbereitungsdienst). Ambas etapas de formación finalizan con un examen de Estado, el Primer Examen de Derecho y el Segundo Examen de Derecho. El abogado recibe una amplia formación en las tres grandes ramas del Derecho Derecho penal, Derecho civil y Derecho público.
Desde finales del siglo XX, también se han creado nuevas carreras (por ejemplo, Derecho Mercantil, Licenciatura en Derecho). LL.B., máster en Derecho LL.M.) cuyos contenidos se apartan de la formación tradicional para ser abogado; no obstante, sus titulados también se denominan abogados. Estos cursos se limitan a determinadas áreas del Derecho y persiguen una cualificación fundamentalmente diferente. LL.B. y LL.M. son títulos independientes que no son comparables al primer y segundo examen estatal de Derecho. Finalizan con exámenes universitarios que sirven para adquirir un título académico (por ejemplo, Diplom-Wirtschaftsjurist, Bachelor of Science B.Sc., Master of Science [M.Sc.). Estas titulaciones no exigen dos años de formación práctica (Referendariat) seguidos de un examen. Los graduados de estos nuevos cursos de estudio no están autorizados a dar asesoramiento jurídico independiente, de tipo empresarial; esto está reservado a los abogados licenciados.
Los contenidos de la formación jurídica alemana se regulan en la Ley alemana de la judicatura (DRiG) y en las leyes y ordenanzas de formación de los Länder.

#### Estudio del derecho
Los estudios clásicos de Derecho en Alemania se imparten exclusivamente en las universidades. Por regla general, comprende diez semestres, (período normal de estudios), en los que se tratan teóricamente los ámbitos jurídicos del derecho civil, el derecho penal y el derecho público. El estudiante de Derecho se denomina en el uso académico "stud. iur". ("studiosus iuris", latín aprendiz de la ley). Tras matricularse en el Primer Examen de Derecho, a veces también tras obtener los certificados académicos exigidos, los estudiantes de Derecho utilizan ocasionalmente la denominación cand. iur.. ("candidatus iuris"). Hoy, sin embargo, este título tradicional sólo tiene un significado histórico o formal.
Para hacer frente a la gran cantidad de material, la mayoría tanto de estudiantes como de abogados en prácticas recurren a los servicios de un Repetidor privado; cada vez más, las universidades también ofrecen sus propios cursos de repaso para los candidatos al primer examen. Debido a la formación generalista, los conocimientos y competencias específicos de la profesión sólo se adquieren en gran medida al incorporarse a la vida profesional.

#### Prerrequisito de estudio
Por regla general, el título de acceso a la universidad (general) (Abitur). Excepto en el estado federado de Brandeburgo, donde el requisito de estudios es el (general) Fachhochschulreife' (§ 9 Abs. 2 Nr. 3 BbgHG (https://bravors.brandenburg.de/gesetze/bbghg#9)).   
En Baja Sajonia, también es posible estudiar Derecho sólo con la Fachhochschulreife (Vgl, § 18NHG (http://www.schure.de/22210/nhg.htm#p18)), siempre que los estudiantes cumplan los requisitos de la especialidad "administración y administración de justicia" como enfoque relevante.

#### Primer examen
Tradicionalmente, los estudios jurídicos sirven para preparar el "primer examen" (o Referendarexamen), un examen de Estado en el que el candidato debe demostrar amplios conocimientos de Derecho. Este examen estatal es un requisito previo a la formación continua para convertirse en abogado plenamente cualificado.
En el marco de la reforma de la enseñanza jurídica, desde 2003 se han integrado en el examen los exámenes universitarios, que se realizan en áreas temáticas elegidas por los estudiantes (comparable al antiguo examen de "grupo optativo"). El examen estatal de la asignatura obligatoria sigue sin realizarlo el propio proveedor de formación, sino una autoridad estatal (Justizprüfungsamt (JPA) o similar). Desde entonces, el conjunto de examen estatal de asignatura obligatoria y examen universitario de especialización se denomina "Primer Examen de Derecho". La parte del examen estatal representa el 70 % de la nota global, la parte universitaria el 30 %.
Las pruebas que deben realizarse en el examen estatal obligatorio de asignaturas varían en función del Bundesland; por regla general, deben superarse varios exámenes escritos exhaustivos y un examen oral de varias horas de duración con una presentación; además, en algunos Länder también se exige la redacción de un trabajo académico trimestral sobre un tema determinado. Las universidades son libres de organizar el examen de área de interés universitario en el marco de determinadas directrices.
Dado que el Primer Examen suele ser un paso intermedio en el camino hacia la plena cualificación como abogado, tradicionalmente no conduce a la obtención de un título académico. Para los licenciados que se incorporan al mercado laboral directamente después del Primer Examen, esto puede suponer una desventaja, sobre todo a la hora de presentarse en el extranjero, donde no se conocen las peculiaridades de la formación jurídica alemana. Por ello, muchas facultades de Derecho han empezado a conceder a sus estudiantes el título de Diplom-Juristen (Dipl.-Jur.) o Magister iuris (Mag. iur.) previa solicitud tras aprobar el Primer Examen. (Mag. iur.).
Además, algunas facultades de Derecho ofrecen a sus estudiantes la posibilidad de cursar un programa integrado de licenciatura como parte del programa de licenciatura en Derecho (Erste juristische Prüfung). Así lo ofrece, por ejemplo, la Facultad de Derecho de la Universidad de Potsdam desde el semestre de invierno 2013/2014. Este programa de licenciatura en derecho general se completa en Potsdam con el título de Bachelor of Laws (LL.B.).

## Jerga legal
La necesidad de expresarse de la forma más precisa y unívoca posible en materia jurídica ha llevado a un lenguaje técnico muy desarrollado entre los profesionales del derecho. A menudo se le llama coloquialmente jerga legal o latín legal. Muchos términos que se usan como sinónimos en el lenguaje cotidiano, por ejemplo, propiedad/posesión o préstamo/alquiler, tienen sus propios términos claramente distintos en el lenguaje de los abogados que no son conocidos por el público en general. Algunos políticos intentan contrarrestar esto revisando los textos legales para que sean comprensibles en general para ser explorado. Sin embargo, la precisión a menudo se pierde en el proceso.[cita requerida]